# Edric Gifford (3e baron Gifford)
Edric Frederick Gifford (5 juillet 1849 - 5 juin 1911) est un récipiendaire anglais de la Croix de Victoria, la récompense la plus élevée et la plus prestigieuse pour bravoure face à l'ennemi qui peut être décernée aux forces Britanniques et du Commonwealth.

## Carrière militaire

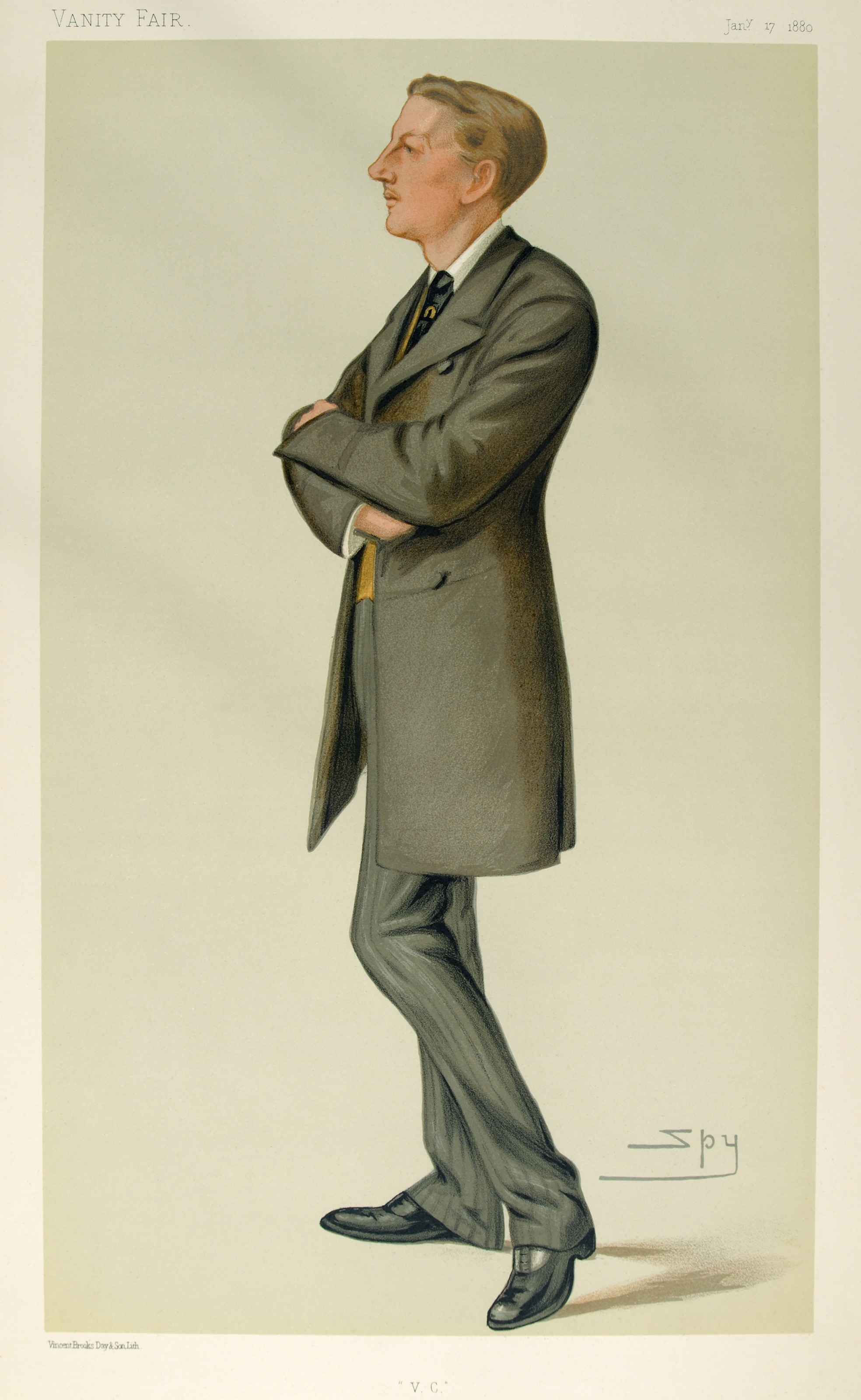
"VC". Caricature de Spy publiée dans Vanity Fair en 1880.

Edric Gifford est né à Londres le 5 juillet 1849, fils de Robert Gifford (2e baron Gifford), et de Swinburne Frederica Charlotte FitzHardinge Berkeley. Son frère est Maurice Gifford, qui créé "Gifford's Horse" pendant la Seconde Guerre ndébélé .
Il fait ses études à Harrow et entre en 1869 dans le 83e régiment d'infanterie. À la mort de son père en 1872, il devient 3e baron Gifford.
Il reçoit la Victoria Cross en 1874. En 1876, Gifford quitte le 24e régiment d'infanterie pour rejoindre le 57e régiment d'infanterie. En 1878, il est à Chypre et, en 1879, il est aide de camp de Sir Garnet Wolseley pendant la guerre anglo-zouloue. Peu de temps après, il prend sa retraite de l'armée en tant que major breveté.

## Administrateur colonial

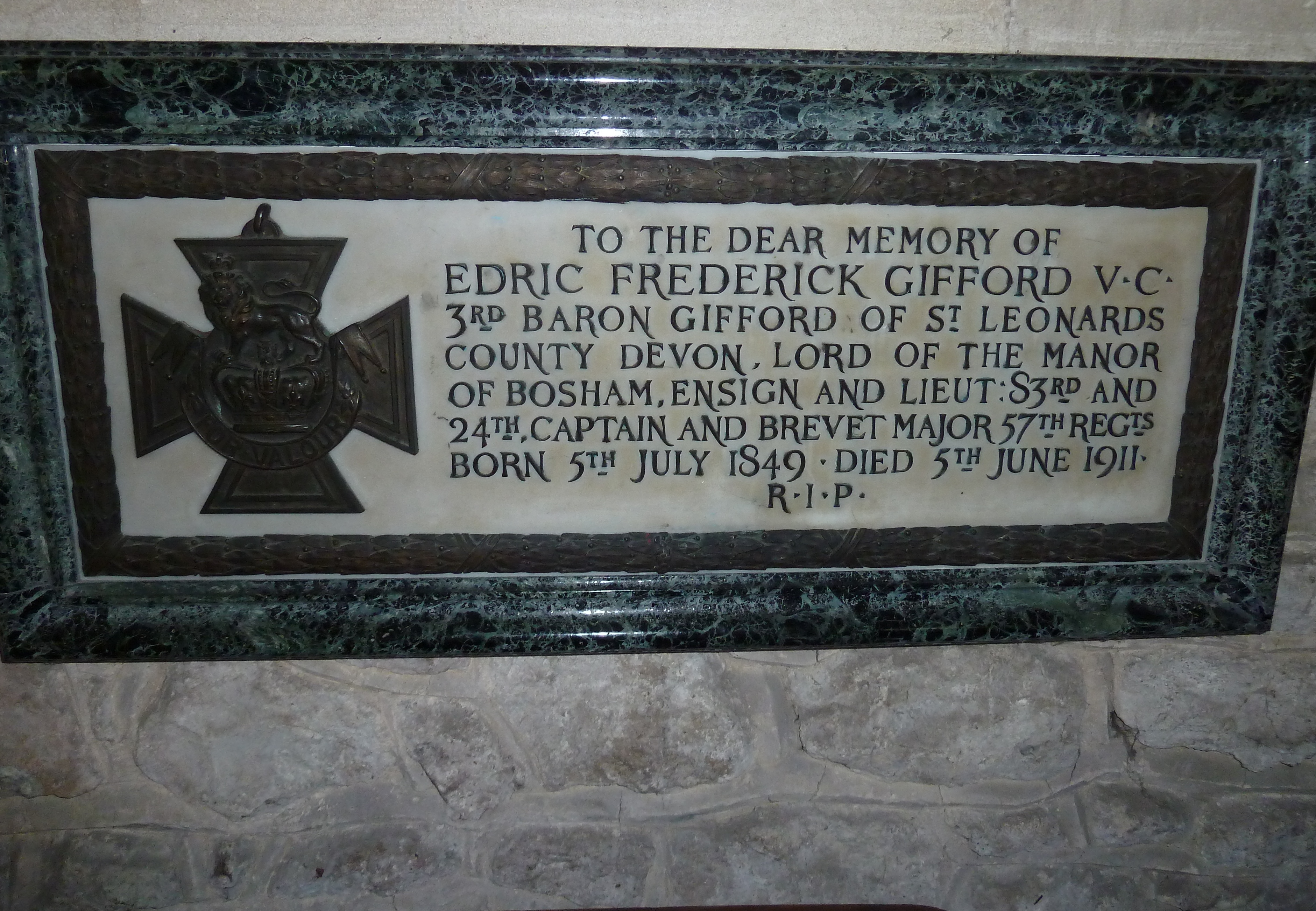
Mémorial de Grifford dans l'église de Bosham

Gifford épouse Sophia Catherine Street, la fille du général John Alfred Street, en avril 1880, se rend alors en Australie-Occidentale, qui est à l'époque une colonie britannique. Il arrive en Australie-Occidentale en octobre 1880 et obtient immédiatement une nomination au poste de secrétaire aux colonies et une nomination au Conseil législatif de l'Australie-Occidentale. Après avoir quitté l'Australie-Occidentale en janvier 1883 à la suite de différends avec le juge en chef, Sir Henry Wrenfordsley et le gouverneur Sir William Robinson, Gifford est secrétaire colonial de Gibraltar de 1883 à 1887. En 1889, il devient administrateur de la British South Africa Company.
Edric Gifford est décédé le 5 juin 1911 à Chichester, en Angleterre. Il n'a pas d'enfants. Son neveu John Fitzhardinge Paul Butler obtient également la Croix de Victoria.

## Sources
- David Black et Geoffrey Bolton, Biographical Register of Members of the Parliament of Western Australia, Volume One, 1870–1930, Parliament House, Revised, 2001 (ISBN 0730738140)
- Bennett, JM, Sir Henry Wrenfordsley - Second Chief Justice of Western Australia 1880-1883, The Federation Press, Sydney, 2004, pp 32-33, 40-41, 44-49, 78.